# Europese weg 951
De Europese Weg 951 of E951 is een Europese weg die loopt van Ioannina in Griekenland naar Mesolongi in Griekenland.

## Algemeen
De Europese weg 951 is een Klasse B-verbindingsweg en verbindt het Griekse Ioannina met het Griekse Massalongi en komt hiermee op een afstand van ongeveer 180 kilometer. De route is door de UNECE als volgt vastgelegd: Ioannina - Arta - Agrinion - Mesolongi.